# Marie Adelaide Savojská

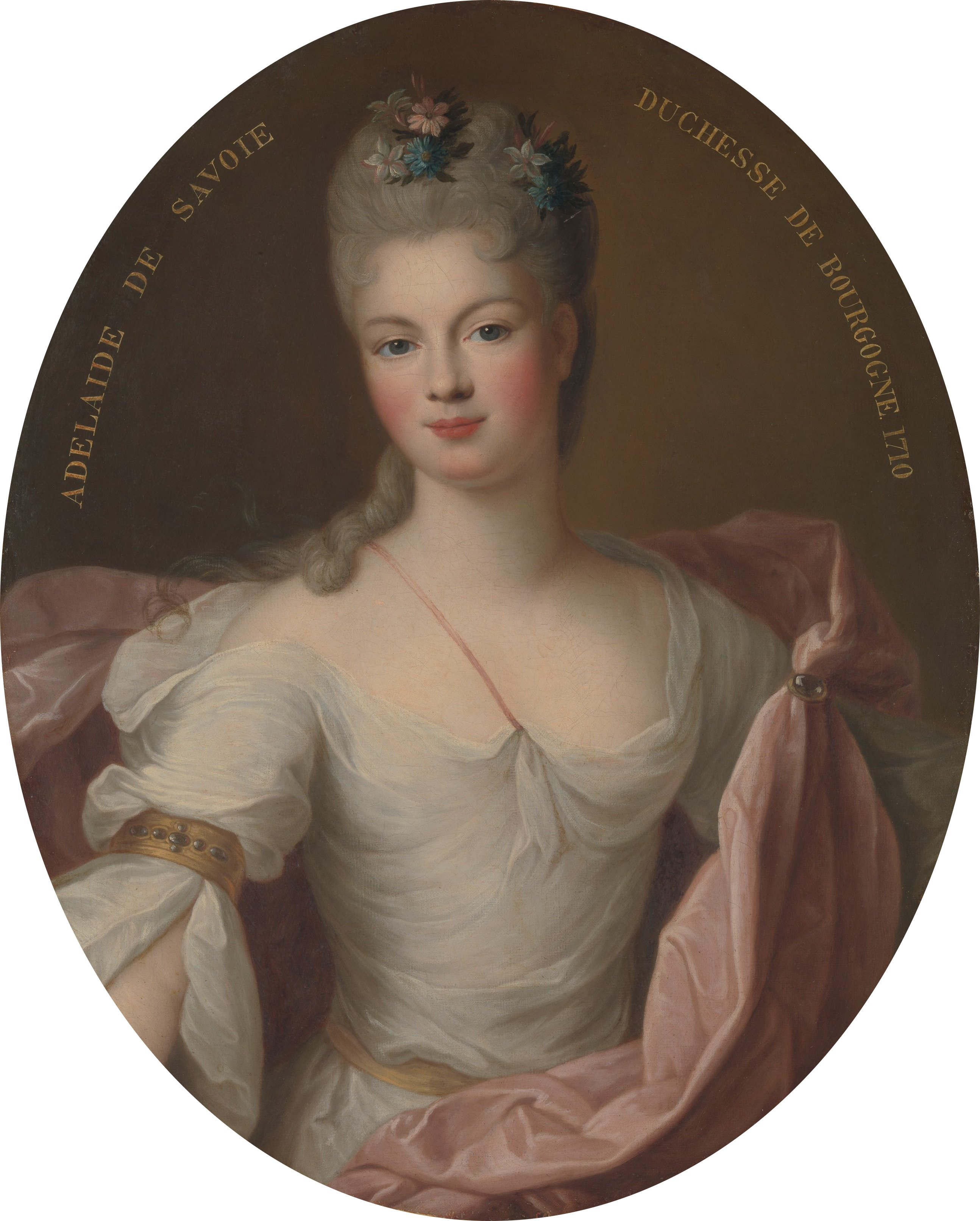
Portrét Maria Adelaidy z roku 1710

Marie Adelaide Savojská (francouzsky Marie-Adélaïde de Savoie) (6. prosince 1685, Turín – 12. února 1712, Versailles) byla původem savojská princezna a sňatkem francouzská Dauphine.

## Biografie

### Původ, mládí
Marie-Adélaïde se narodila jako nejstarší dcera, první ze šesti dětí savojského vévody Viktora Amadea II. a jeho manželky, původem orleánské vévodkyně Anny Marie Orleánské, dcery orleánského vévody Filipa I., bratra francouzského krále Ludvíka XIV., a jeho první manželky Henrietty Anny Stuartovny. Mladší sestrou Marie-Adélaïdy byla Marie Luisa Gabriela, manželka španělského krále Filipa V., prvního krále z bourbonské dynastie na španělském trůnu; Filip byl bratrem manžela Marie-Adélaïdy.
Její teprve šestnáctiletá matka zaplatila málem její narození životem. Svou dceru i ostatní děti vzdor protokolu kojila sama, což v této době bylo v královských rodinách (a šlechtických rodinách obecně) zcela neobvyklé. Snad i proto měla Marie-Adélaïde ke své matce, ale i ke své babičce, velmi těsný vztah.

### Manželství
Původním záměrem princeznina otce Viktora Amadea II. bylo provdat svou nejstarší dceru za rakouského arcivévodu Josefa I. Habsburského, avšak pro jeho nízký věk Josefův otec, císař Leopold I. tento návrh odmítl.
Roku 1696 hodlal Ludvík XIV. dovést ke konci válku o falcké dědictví a za tím účelem prostřednictvím mírových jednání jako prvního monarchu vyvést Viktora Amadea II. z nepřátelského tábora. Po tvrdých vyjednáváních bylo dosaženo nejprve smlouvy z Turína, jež byla podepsána 29. června roku 1696 a jíž byl uzavřen separátní mír mezi francouzským králem a savojským vévodou; kromě jiných ustanovení byl jednou z podmínek i sňatek Marie-Adélaïdy s Ludvíkem Bourbonským, francouzským Dauphinem z Viennois.
15. října téhož roku překročila tehdy teprve jedenáctiletá Marie-Adélaïde u Le Pont-de-Beauvoisin hraniční řeku Guiers, jež tvoří hranici mezi Francií a Savojskem, aniž by s sebou směla mít nějaký doprovod. Vyzvedl ji zde vévoda de Brionne s kočárem a odcestoval s ní do vnitrozemí. 4. listopadu ji v Montargis jižně od Paříže očekával osobně král Ludvík XIV. Byl duchaplnou a výřečnou jedenáctiletou dívkou nadšen a psal své tehdejší přítelkyní, Madame de Maintenon, že Marie-Adélaïde je velmi půvabná a dobře vychovaná, živých očí a krásných černých vlasů, a že se chovala velmi zdvořile a způsobně.
Protože byla princezna ještě velmi mladá, ke svatbě zatím nedošlo a snoubenci žili vzdáleni. K další výchově a vzdělání navštěvovala dívčí školu Maison Royale de Saint-Louis v Saint Cyr u Versailles, již založila Madame de Maintenon v roce 1684. K prvnímu možnému datu, jež připouštěl zákon (7. prosinec 1697) se poté uskutečnila ve Versailles honosná svatba teprve dvanáctileté budoucí Dauphine s burgundským vévodou, nejstarším synem Velkého Dauphina. Nevěsta měla na sobě při obřadu stříbrné, rubíny poseté šaty s osm metrů dlouhou vlečkou. Manželství nebylo pro nízký věk nevěsty zatím naplněno.

### Favoritka krále
Ludvík XIV. dětskými žerty Marie-Adélaïde viditelně ožil. Až do své smrti byla dívka miláčkem stárnoucího krále, brzy si získala i Madame de Maintenon, kterou oslovovala důvěrně „ma tante“ (tetičko). Požívala ve Versailles volnosti jako žádný jiný člen královské rodiny. Král jí dokonce dával přednost i před svým vnukem. To značně popouzelo jeho nemanželské legitimizované dcery. Marie-Adélaïde informovala svou rodinu často v dopisech o svém mimořádně přátelském vztahu s králem.
Manželka Ludvíka XIV., Marie Tereza Habsburská, již roku 1683 zemřela a nyní byla Marie-Adélaïde přes své mládí pro krále First Lady jeho dvora. Při reprezentativních aktech směla převzít roli královny. Ve Versailles obývala luxusní apartmá zemřelé královny ve stejném poschodí jako apartmány krále a Madame de Maintenon; komnaty byly renovovány podle jejího vkusu.

### Potomci

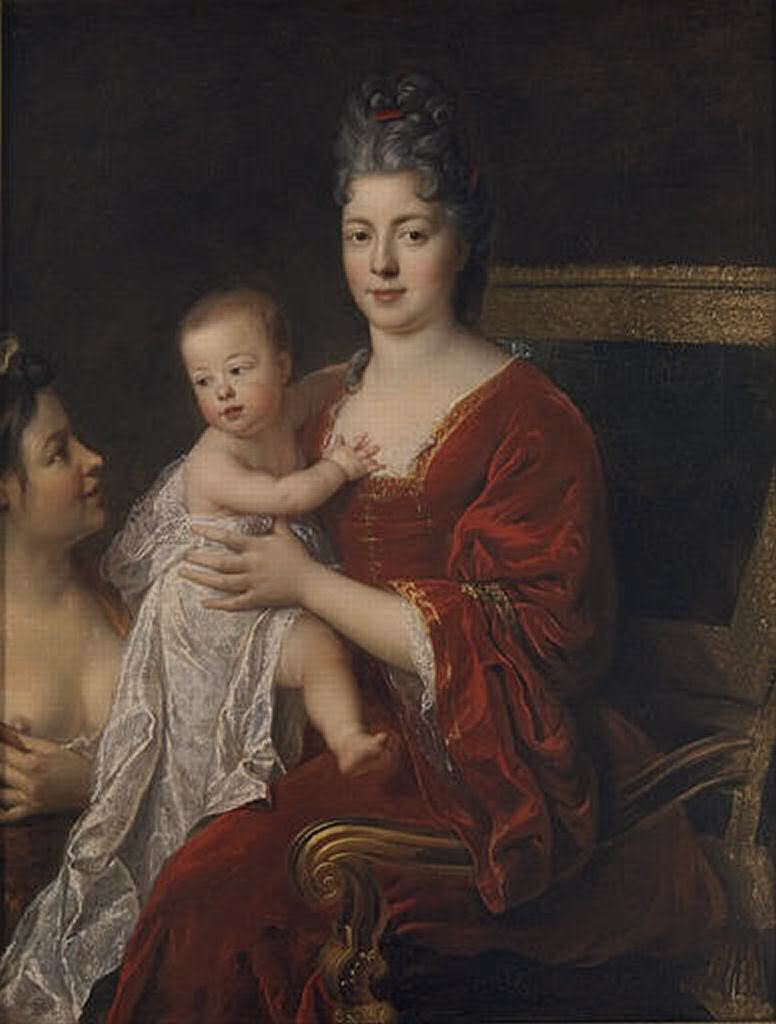
Marie-Adélaïde Savojská se svým nejmladším synem, budoucím králem Ludvíkem XV.

Marie-Adélaïde a její manžel, vévoda burgundský, spolu nakonec začali žít jako manželé. Z jejich svazku vzešli tři synové:
- 1. Ludvík, 1. vévoda burgundský (25. 6. 1704 Versailles – 13. 4. 1705 tamtéž)[1]
- 2. Ludvík, 2. vévoda burgundský (8. 1. 1707 Versailles – 8. 3. 1712 tamtéž)[2]
- 3. Ludvík, vévoda z Anjou (15. 2. 1710 Versailles – 10. 5. 1774 tamtéž), jako Ludvík XV. francouzský král od roku 1715 až do své smrti[3]
⚭ 1725 Marie Leszczyńská (23. 6. 1703 Trzebnica – 24. 6. 1768 Versailles)[4]

Ludvík XIV. byl z narození jejich synů velmi spokojen a šťasten, neboť tak následnictví trůnu bylo zajištěno.

### Dvorské intriky
Marie-Adélaïde milovala šperky a přepych, účastnila se ráda plesů, lovu, her a banketů a byla v centru dění na dvoře, jenž jí byl okouzlen. Nesdílela nikterak extrémní náboženské cítění svého chotě a poznamenala jednou k Ludvíkovi XIV., že kdyby zemřela před svým manželem a mohla se pak vrátit zpět na zem, jistě by ho našla v manželství s nějakou jeptiškou.
Dokázala vtipkovat dokonce i poli politiky a ptala se jeden večer Madame de Maintenon v přítomnosti Ludvíka XIV., proč je v Anglii lepší vláda za královny než za krále, a sama si odpověděla, že proto, že zemi s králem ovládají ženy, kdežto zemi s královnou muži. Tím se strefila i do vztahu tajné manželky Ludvíka XIV., přesto se král její zlomyslnou poznámkou pobavil.
Mladá vévodkyně si ovšem pro svůj vliv na Ludvíka XIV. získala řadu politických nepřátel, kteří se seskupili kolem jejího tchána, předpokládaného následníka trůnu. Její velkou protivnicí a sokyní byla hraběnka Luisa Františka Bourbonská, nemanželská legitimizovaná dcera Ludvíka XIV. z jeho vztahu s jeho druhdy oficiální milenkou Madame de Montespan. Hraběnka se snažila dosáhnout sňatku své dcery Luisy Alžběty s Karlem, vévodou z Berry, mladším synem Velkého Dauphina, který se však přičiněním Marie-Adélaïde stal roku 1710 manželem Marie Luisy Alžběty Orleánské, nejstarší dcery orleánského vévody Filipa II. a Františky Marie Bourbonské, mladší sestry hraběnky de Bourbon. Díky vlivu Marie-Adélaïde upadl francouzský vojevůdce Louis Joseph de Bourbon, vévoda z Vendôme, do nemilosti.
Marie Adelaide se často účastnila politických porad a byla zasvěcena do mnoha důležitých státních rozhodnutí a tajemství. Podle francouzského historik Charles Pinot Duclose svých vědomostí zneužívala, když svému otci předávala všechny pro něj zajímavé informace; to vyšlo najevo po její smrti na základě prohlídky její korespondence. V reakci na to se měl Ludvík XIV. vyjádřit k Madame de Maintenon, že ho „ta malá ženská“ ošálila.

### Smrt a její konsekvence
Když dosavadní následník trůnu, Velký Dauphin (Grand Dauphin) zemřel 14. dubna roku 1711 na neštovice, stal se jeho syn, devětadvacetiletý vévoda burgundský korunním princem – dauphinem a jeho manželka Marie-Adélaïde korunní princeznou (dauphine); tohoto postavení však užívala pouhých deset měsíců. Počátkem roku 1712 vypukla u dvora epidemie spalniček a jak vévoda, tak jeho žena této nemoci podlehli, stejně jako starší z jejich dvou dosud žijících synů, pětiletý vévoda bretaňský. Marie-Adélaïde onemocněla v zámku Fontainebleau, kde tou dobou právě dlel dvůr, a 12. února 1712 zemřela v zámku ve Versailles. Krátce před svým odchodem ze života měla teprve dvacetišestiletá vévodkyně říci vévodkyni de Guise: „Na shledanou, krásná vévodkyně. Dnes Dauphine, zítra nic, pozítří zapomenuta.“ Její manžel, jenž se od ní nakazil, zemřel o pouhých šest dní později, 18. února, na zámku v Marly-le-Roi. Marie-Adélaïde byla 23. února spolu se svým manželem pohřbena v Bazilice Saint-Denis, místě posledního odpočinku francouzských králů. Malý vévoda bretaňský zemřel nedlouho po svých rodičích, 8. března.
Je pravděpodobné, že všechna tři úmrtí měli na svědomí příliš horliví lékaři, kteří nemocným podle tehdy oblíbeného a hojně využívaného způsobu terapie často pouštěli žilou. Přežil pouze nejmladší syn následnického páru, malý vévoda z Anjou, neboť jeho guvernantka, Madame de Ventadour, tuto smrtící péči lékařů nepřipustila. Pro Ludvíka XIV. znamenaly tyto tři případy úmrtí v nejbližší rodině tragédii. Truchlil obzvláště po zemřelé dauphine a své hoře sděloval i písemně v dopisech svému dalšímu vnukovi, španělskému králi Filipu V.
Protože v důsledku těchto neblahých událostí všechna nástupnická práva Ludvíka XIV. přešla na teprve dvouletého vévodu z Anjou, jenž zůstal jediným legitimním dědicem trůnu, povýšil starý král své nelegitimní syny do stavu princů královské krve s vyhlídkou na trůn v případě smrti malého následníka. Tento případ však nenastal, malý princ, který po smrti svého praděda Ludvíka XIV. (1. září 1715) nastoupil na francouzský trůn jako král Ludvík XV., dosáhl ve zdraví dospělosti; jeho vláda trvala bezmála šedesát let.

## Vývod z předků
|                         |                            |  |                          |                             |  |  |  |  |  |  |  | Karel Emanuel I. Savojský |
|                         |                            |  |                          |                             |  |  |  |  |  |  |  |                           |
|                         | Viktor Amadeus I.          |  |                          |                             |  |  |  |  |  |  |  |                           |
|                         |                            |  |                          |                             |  |  |  |  |  |  |  |                           |
|                         |                            |  |                          | Kateřina Michaela Španělská |  |  |  |  |  |  |  |                           |
|                         |                            |  |                          |                             |  |  |  |  |  |  |  |                           |
|                         | Karel Emanuel II. Savojský |  |                          |                             |  |  |  |  |  |  |  |                           |
|                         |                            |  |                          |                             |  |  |  |  |  |  |  |                           |
|                         |                            |  |                          | Jindřich IV. Francouzský    |  |  |  |  |  |  |  |                           |
|                         |                            |  |                          |                             |  |  |  |  |  |  |  |                           |
|                         | Kristina Bourbonská        |  |                          |                             |  |  |  |  |  |  |  |                           |
|                         |                            |  |                          |                             |  |  |  |  |  |  |  |                           |
|                         |                            |  |                          | Marie Medicejská            |  |  |  |  |  |  |  |                           |
|                         |                            |  |                          |                             |  |  |  |  |  |  |  |                           |
|                         | Viktor Amadeus II.         |  |                          |                             |  |  |  |  |  |  |  |                           |
|                         |                            |  |                          |                             |  |  |  |  |  |  |  |                           |
|                         |                            |  |                          | Jindřich I. z Nemours       |  |  |  |  |  |  |  |                           |
|                         |                            |  |                          |                             |  |  |  |  |  |  |  |                           |
|                         | Karel Amadeus Savojský     |  |                          |                             |  |  |  |  |  |  |  |                           |
|                         |                            |  |                          |                             |  |  |  |  |  |  |  |                           |
|                         |                            |  |                          | Anna Lotrinská              |  |  |  |  |  |  |  |                           |
|                         |                            |  |                          |                             |  |  |  |  |  |  |  |                           |
|                         | Marie Johanna Savojská     |  |                          |                             |  |  |  |  |  |  |  |                           |
|                         |                            |  |                          |                             |  |  |  |  |  |  |  |                           |
|                         |                            |  |                          | César Bourbonský            |  |  |  |  |  |  |  |                           |
|                         |                            |  |                          |                             |  |  |  |  |  |  |  |                           |
|                         | Alžběta de Bourbon         |  |                          |                             |  |  |  |  |  |  |  |                           |
|                         |                            |  |                          |                             |  |  |  |  |  |  |  |                           |
|                         |                            |  |                          | Františka Lotrinská         |  |  |  |  |  |  |  |                           |
|                         |                            |  |                          |                             |  |  |  |  |  |  |  |                           |
| Marie Adelaide Savojská |                            |  |                          |                             |  |  |  |  |  |  |  |                           |
|                         |                            |  |                          |                             |  |  |  |  |  |  |  |                           |
|                         |                            |  | Jindřich IV. Francouzský |                             |  |  |  |  |  |  |  |                           |
|                         |                            |  |                          |                             |  |  |  |  |  |  |  |                           |
|                         | Ludvík XIII.               |  |                          |                             |  |  |  |  |  |  |  |                           |
|                         |                            |  |                          |                             |  |  |  |  |  |  |  |                           |
|                         |                            |  |                          | Marie Medicejská            |  |  |  |  |  |  |  |                           |
|                         |                            |  |                          |                             |  |  |  |  |  |  |  |                           |
|                         | Filip I. Orleánský         |  |                          |                             |  |  |  |  |  |  |  |                           |
|                         |                            |  |                          |                             |  |  |  |  |  |  |  |                           |
|                         |                            |  |                          | Filip III. Španělský        |  |  |  |  |  |  |  |                           |
|                         |                            |  |                          |                             |  |  |  |  |  |  |  |                           |
|                         | Anna Rakouská              |  |                          |                             |  |  |  |  |  |  |  |                           |
|                         |                            |  |                          |                             |  |  |  |  |  |  |  |                           |
|                         |                            |  |                          | Markéta Habsburská          |  |  |  |  |  |  |  |                           |
|                         |                            |  |                          |                             |  |  |  |  |  |  |  |                           |
|                         | Anna Marie Orleánská       |  |                          |                             |  |  |  |  |  |  |  |                           |
|                         |                            |  |                          |                             |  |  |  |  |  |  |  |                           |
|                         |                            |  |                          | Jakub I. Stuart             |  |  |  |  |  |  |  |                           |
|                         |                            |  |                          |                             |  |  |  |  |  |  |  |                           |
|                         | Karel I. Stuart            |  |                          |                             |  |  |  |  |  |  |  |                           |
|                         |                            |  |                          |                             |  |  |  |  |  |  |  |                           |
|                         |                            |  |                          | Anna Dánská                 |  |  |  |  |  |  |  |                           |
|                         |                            |  |                          |                             |  |  |  |  |  |  |  |                           |
|                         | Henrietta Anna Stuartovna  |  |                          |                             |  |  |  |  |  |  |  |                           |
|                         |                            |  |                          |                             |  |  |  |  |  |  |  |                           |
|                         |                            |  |                          | Jindřich IV. Francouzský    |  |  |  |  |  |  |  |                           |
|                         |                            |  |                          |                             |  |  |  |  |  |  |  |                           |
|                         | Henrietta Marie Bourbonská |  |                          |                             |  |  |  |  |  |  |  |                           |
|                         |                            |  |                          |                             |  |  |  |  |  |  |  |                           |
|                         |                            |  |                          | Marie Medicejská            |  |  |  |  |  |  |  |                           |
|                         |                            |  |                          |                             |  |  |  |  |  |  |  |                           |